# Санкт-Маргаретен-ан-дер-Зирнинг
Санкт-Маргаретен-ан-дер-Зирнинг (нем. Sankt Margarethen an der Sierning) — коммуна (нем. Gemeinde) в Австрии, в федеральной земле Нижняя Австрия. 
Входит в состав округа Санкт-Пёльтен.  Население составляет 1039 человек (на 31 декабря 2005 года). Занимает площадь 14,56 км². Официальный код  —  31938.

## Политическая ситуация
Бургомистр коммуны — Франц Тришлер (АНП) по результатам выборов 2005 года.
Совет представителей коммуны (нем. Gemeinderat) состоит из 19 мест.
- АНП занимает 14 мест.
- СДПА занимает 5 мест.